# Nagy János (labdarúgó, 1903)
Nagy János (Budapest, 1903. június 20. – 1966. február 8.) válogatott labdarúgó, jobbhátvéd.

## Pályafutása

### Klubcsapatban
A Sabaria FC játékosa volt. Weinhardt Ferenc kapussal és Prém Móric balhátvéddel alkotta a Sabaria kitűnő védelmi hármasát. Gyors, megbízható, jól fejelő hátvéd volt, akinek a rúgótechnikája maradt el az átlagtól.

### A válogatottban
1926 és 1928 között három alkalommal szerepelt a magyar labdarúgó-válogatottban.

## Statisztika

### Mérkőzései a válogatottban
| Magyarország | Magyarország         | Magyarország              | Magyarország | Magyarország | Magyarország | Magyarország | Magyarország | Magyarország |
| #            | Dátum                | Helyszín                  | Hazai        | Eredmény     | Vendég       | Kiírás       | Gólok        | Esemény      |
| ------------ | -------------------- | ------------------------- | ------------ | ------------ | ------------ | ------------ | ------------ | ------------ |
| 1.           | 1926. december 26.   | Porto                     | Portugália   | 3 – 3        | Magyarország | barátságos   | -            |              |
| 2.           | 1927. szeptember 25. | Zágráb                    | Jugoszlávia  | 5 – 1        | Magyarország | barátságos   | -            |              |
| 3.           | 1928. november 1.    | Budapest, Üllői úti pálya | Magyarország | 3 – 1        | Svájc        | Európa-kupa  | -            |              |
|              | Összesen             |                           |              | 3            | mérkőzés     |              | 0            | gól          |